# Willem Graadt van Roggen
Willem Graadt van Roggen (Nijmegen, 8 januari 1879 – De Bilt, 18 april 1945) was een Nederlandse schrijver, dichter, journalist, politicus en bestuurder.
In zijn jonge jaren volgde Graadt van Roggen een rechtenstudie in Groningen maar kreeg tuberculose waardoor hij gedwongen werd zijn studie te onderbreken. Zijn eerste roman, Tuberculeus (1904), is hierop gebaseerd. Hierna ontwikkelde hij zich als journalist en werd hoofdredacteur voor diverse kranten zoals de Bredase Courant en de Leeuwarder Courant. In 1916 werd hij werkzaam voor de Vereeniging tot het houden van Jaarbeurzen en in 1918 secretaris-generaal van de Jaarbeurs Utrecht die net haar eerste beurs had georganiseerd. Deze laatste functie zou hij tot 1940 bekleden. Andere werkzaamheden van Graadt van Roggen waren onder meer Utrechts liberaal gemeenteraadslid, schrijver van een toeristengids en artikelen in diverse bladen, en het bekleden van diverse commissariaten.
Hij was de vader van de filmjournalist Coen Graadt van Roggen, redacteur van de Serie Monografieën over Filmkunst. Coen Graadt van Roggen overleed reeds in 1933, 29 jaar oud. De Graadt van Roggenweg, een belangrijke verkeersader bij het Centraal Station Utrecht en de Jaarbeurs is naar Willem Graadt van Roggen vernoemd.

## Publicaties
onder meer
- Het schouwende leven : gedichten geschreven in den tijd tusschen Augustus 1899 en Februari 1903, gedichten, Antwerpen 1903
- Tuberculeus, 1904
- Geïllustreerde gids voor Utrecht en omstreken, zeven edities van 1900 tot 1927
- De Voorgeschiedenis van de oorlog, 1915
- Een Stichtsche sleutelroman uit de zeventiende eeuw, Utrecht, 1943, 1944